# فريق الأحلام (قانون)
يشير مصطلح فريق الأحلام (بالإنجليزية: Dream Team)‏ إلى فريق المحامين الذين مثلوا أو جاي سيمبسون في محاكمته بتهمة قتل زوجته السابقة نيكول براون سيمبسون وصديقها رون غولدمان. وضم الفريق روبرت شابيرو، وجوني كوكران، وروبرت كارداشيان، وباري شيك، وفرانسيس لي بيلي، وآلان ديرشويتز، وجيرالد أولمن، وكارل أي دوغلاس، وبيتر نيوفيلد.